# Anisota dissimilis
Anisota dissimilis är en fjärilsart som beskrevs av Jean Baptiste Boisduval 1871/72. Anisota dissimilis ingår i släktet Anisota och familjen påfågelsspinnare. Inga underarter finns listade i Catalogue of Life.